# Cuxirimay Ocllo
Cuxirimay Ocllo (en ortografía quechua contemporánea: Kushi Rimay Uqllu), bautizada como Angelina Yupanqui, fue una Coya del incanato. Jugó un discreto pero importante papel político en la conquista española del Perú, siendo primero la esposa de Atahualpa y después de Francisco Pizarro. El historiador Néstor Taboada Terán la describe como «misteriosa, seductora, impúdica, engañosa, dura e independiente» y compara su rol con el de La Malinche en la conquista de México.

## Biografía
Cuxirimay Ocllo era miembro del Hatun Ayllu, la panaca del Inca Pachacútec. De apenas días de nacida, Huayna Cápac convenció a su padre, Yameque Yupanqui, de comprometerla con Atahualpa, por su cercano parentesco, al compartir sus abuelos maternos con ella (en su caso los paternos).
Cuando Atahualpa fue coronado Inca durante la guerra civil contra su medio hermano Huáscar, Cuxirimay Ocllo fue nombrada como Coya.Sin embargo, no llegó a ejercer las funciones esperadas de una soberana inca debido a que ella, su esposo y corte fueron capturados por los conquistadores españoles. Tras la ejecución de Atahualpa, fue bautizada con el nombre de Angelina y tomada (bajo el rito inca) como esposa por Francisco Pizarro, a quien ayudó en cementar su dominación sobre los indígenas a través de su linaje real y su entendimiento del quechua. La relación de Pizarro con Angelina fue un contraste con el de su primera «esposa» quien también era una princesa inca, Quispe Sisa, famosa por obtener información de los españoles para los incas rebeldes bajo el mando de su medio hermano Manco Inca.
Tras la muerte de Pizarro, Angelina se casó con Juan de Betanzos, el traductor oficial en el Cuzco.Es bastante posible que la antigua Coya haya relatado la guerra chanca-inca y otras hazañas de su antepasado a su tercer esposo, quien también era un destacado cronista.

## Descendencia
De su matrimonio con Atahualpa, nacieron seis hijos:
- Francisco Tupac Atauchi: Casado con Beatriz Ango Coquilango, padres de tres hijos: Juana, Carlos y Alonso, Juana de su segundo matrimonio hubo descendencia dos niñas llamadas Ana y Juana. Ana casada con José Orozco, sólo tuvieron un hijo Bartolomé Orozco que no tuvo descendencia y Juana casada con Diego Rivera tuvieron dos hijas Catalina e Isabel. Catalina casada con Juan Fonseca e Isabel casada con Pedro López, Ninguno de los matrimonios tuvo descendencia. Carlos no se casó ni tuvo hijos y finalmente Alonso se casó con Francisca Carua y ese matrimonio salieron cinco hijos Marcia, Carlos, Gregorio, Isabel y Beatriz pero sólo Marcia y Carlos tuvieron descendencia. Marcia se casó con Francisco y procrearon dos hijas Bárbara e Isabel que se casaría con Pedro Álvarez de Cordero y sólo tendrían una hija María que se casó con Pedro Martínez y Cabeza de Vaca no hubo descendencia de este matrimonio. María También estuvo casada con Álvaro Saavedra pero tampoco hubo descendencia de este. Bárbara se casó con Tomás Cabrera y tuvieron dos hijos la mayor María se casaría con Francisco García este matrimonio tampoco dejó descendencia pero el menor José se casaría con Teresa de la Rueda, de este matrimonio hubo mucha descendencia sus vástagos fueron Ana María la mayor, Tomás qué murió en la infancia Juan, María Josefa, Polonia y otro Tomás el cual si llegó a edad adulta ninguno de estos tendría descendencia excepto Ana María la cual tendría una hija en soltería llamada Clara que tampoco tuvo descendencia. Carlos el hermano de Marcia se casó con Juana Azarpay, de este matrimonio sólo nacieron dos hijas María y Juana. María se casó con Francisco García pero no hubo descendencia más cuando se casó con Andrés Narváez pero sería un hijo de este matrimonio llamado Julián que tampoco tuvo descendencia.

- María Isabella Atabalipa Yupanqui: Se casó en primeras nupcias con Diego Gutiérrez de Medina pero no hubo descendencia de este matrimonio. En segundas nupcias se casó con Esteban Alonso de Petrel y de este matrimonio nació un solo hijo Diego el cual fue padre de Manuel qué fue padre de Manuel Joseph casado con María Josefa de la Cruz ambos padres de un niño llamado Pedro Esteban casado con Andrea Maicena Sotomayor, de este matrimonio hubo muchísima descendencia hijos nietos y bisnietos.[6]

- Felipe Atabalipa Yupanqui: murió soltero sin descendencia.

- Isabel Atahuallpa: murió soltera sin descendencia.

- María Yupanqui: se casó con Blas Gómez pero de este matrimonio no hubo descendencia.

- Puca Cisa: no se sabe casi nada de ella.

Con su matrimonio (por rito inca) con Francisco Pizarro,tuvo dos hijos.
- Francisco Pizarro[2]
- Juan Pizarro:[2]Se casó con Isabel de la Rúa; de este matrimonio sólo nacieron dos hijos, Julián e Isabel. Julián Pizarro se casó con María de Miranda y sólo tuvieron 2 hijos, Alonso casó con Magdalena Miranda sin descendencia y María murió soltera sin descendencia tampoco. Isabel Pizarro se casó con Melchor Bejarano y fueron padres de Sebastiana Enrique Pizarro y Bejarano, casándose ésta con Juan Alonso Tolisano y siendo madre de María Tolisano de Morales y Pizarro, casada con José Céspedes y Velasco. De este matrimonio habría mucha descendencia.